# Chacras
Chacras ist eine Ortschaft und eine Parroquia rural („ländliches Kirchspiel“) im Kanton Arenillas der ecuadorianischen Provinz El Oro. Die Parroquia besitzt eine Fläche von 120,38 km². Die Einwohnerzahl lag im Jahr 2010 bei 1538.

## Lage
Die Parroquia Chacras liegt im Küstentiefland im Südwesten von Ecuador an der peruanischen Grenze. Das Areal liegt in Höhen zwischen 15 m und 80 m. Der Fluss Río Zarumilla sowie der Canal de Zarumilla fließen entlang der westlichen Verwaltungsgrenze nach Norden und trennen dabei die Parroquia Carcabón von Peru. Der 25 m hoch gelegene Hauptort Chacras befindet sich am rechten Ufer des Canal de Zarumilla 15 km westlich vom Kantonshauptort La Arenillas. Eine 3 km Nebenstraße verbindet Chacras mit der Fernstraße E50 (Huaquillas–Arenillas). Nach Süden führt eine weitere Nebenstraße über Guabillo nach Carcabón.
Die Parroquia Chacras grenzt im Westen an Peru, im Norden an den Kanton Huaquillas, im Nordosten an die Parroquia La Cuca, im Osten an das Municipio von Arenillas sowie im Süden an die Parroquia Carcabón.

## Orte und Siedlungen
Neben dem Hauptort Chacras gibt es in der Parroquia noch die Sitios Balsalito und Y de Chacras.

## Wirtschaft
Ein Großteil der Bevölkerung ist in der Landwirtschaft tätig.

## Ökologie
Das Schutzgebiet Reserva Ecológica Arenillas erstreckt sich über den Osten des Verwaltungsgebietes.

## Geschichte
Die Parroquia Chacras wurde am 17. April 1884 im Kanton Santa Rosa gegründet. 1955 wurde die Parroquia Chacras Teil des neu geschaffenen Kantons Arenillas.